# Forest Hills (Míchigan)
Forest Hills es un lugar designado por el censo ubicado en el condado de Kent en el estado estadounidense de Míchigan. En el Censo de 2010 tenía una población de 25867 habitantes y una densidad poblacional de 196,6 personas por km².

## Geografía
Forest Hills se encuentra ubicado en las coordenadas 42°57′37″N 85°29′24″O / 42.96028, -85.49000. Según la Oficina del Censo de los Estados Unidos, Forest Hills tiene una superficie total de 131.57 km², de la cual 127.61 km² corresponden a tierra firme y (3.01%) 3.97 km² es agua.

## Demografía
Según el censo de 2010, había 25867 personas residiendo en Forest Hills. La densidad de población era de 196,6 hab./km². De los 25867 habitantes, Forest Hills estaba compuesto por el 93.44% blancos, el 1.23% eran afroamericanos, el 0.22% eran amerindios, el 3.41% eran asiáticos, el 0.02% eran isleños del Pacífico, el 0.34% eran de otras razas y el 1.35% pertenecían a dos o más razas. Del total de la población el 1.7% eran hispanos o latinos de cualquier raza.